# مانوئل موتا (طراح مد)
مانوئل موتا سریو  (متولد ۹ ژانویه ۱۹۶۶ درگذشته ۸ ژانویه ۲۰۱۳) طراح لباس اسپانیایی و مدیر مبتکر شرکت مد اسپانیایی پرونوویاس بود.
موتا سریو در استان تاراگونا, رئوس, اسپانیا متولد شد . او برای بعضی از مدل های برتر جهان از غبیل میراندا کر از استرالیا ، بار رافائلی از اسرائیل و داوتزن کروس از هلند لباس طراحی و آماده کرد. 

## درگذشتن
موتا در روز ۸ ژانویه ۲۰۱۳ در خانه خودش در شهرستان سیتخس، بارسلون، اسپانیا پیدا شد. موتا در زمان مرگش ۴۶ سال سن داشت داشت. گزارش های مطبوعاتی گوناگون علت مرگش را خودکشی اعلام کردند، گرچه علت رسمی مرگ موتا هنوز از طرف مسئولان اسپانیا تایید نشده است.